# Myntverket i Finland Ab
Myntverket i Finland Ab, eller Suomen Rahapaja Oy, är ett finländskt helstatligt företag med säte i Vanda.
Suomen Rahapaja/Ab Myntverket i Finland var tidigare Finlands myntverk. Verket grundades år 1860 och bolagisering ägde rum 1993. Företaget har verksamhet i Norden och i Baltikum och ägde tidigare det svenska AB Myntverket, det tidigare svenska statliga myntverket i Eskilstuna, innan företaget beslöt att nedlägga verksamheten. Det heläger även ämnestillverkaren Saxonia EuroCoin och äger hälften av Det Norske Myntverket AS.
Företaget tillverkar euromynt för Finland, Grekland, Luxemburg, Slovenien, Cypern och Irland.